# Trichogrammatoidea cryptophlebiae
Trichogrammatoidea cryptophlebiae är en stekelart som beskrevs av Nagaraja 1979. Trichogrammatoidea cryptophlebiae ingår i släktet Trichogrammatoidea och familjen hårstrimsteklar.
Artens utbredningsområde är Malawi. Inga underarter finns listade i Catalogue of Life.